# Костюков Геннадій Андрійович
Геннадій Андрійович Костюков (14 травня 1947, Бостинь — 14 жовтня 2024) — український політик, міський голова Краматорська Донецької області (2006—2014).

## Біографія
Народився 14 травня 1947 року у селищі Бостинь Лунинецького району Брестської області Білорусі.
З 1969 по 1975 навчався в Краматорському індустріальному інституті за спеціальністю «Машини та технології обробки металів тиском».
Трудову діяльність розпочав формувальником фасонно-ливарного цеху № 1 Краматорського заводу лиття та поковок. Працював інженером, старшим інженером, начальником бюро, заступником начальника відділу матеріально-технічного забезпечення заводу «ЛІП».
З 1977 по 1988 рік — заступник секретаря парткому заводу «Енергомашспецсталь». З 1995 по 2000 рік — голова правління, а з 2000 по 2006 рік — директор ВАТ «Енергомашспецсталь».
2006 року був обраний міським головою міста Краматорськ, а в 2010 році його переобрали мером вдруге — він брав участь у виборах як кандидат від Партії регіонів.
У період його керівництва розпочалася газифікація селища Шабельківка. Відкрито автомобільний рух новим шляхопроводом на вулиці Танкістів. Значно розширено сферу торгівлі — у Краматорську почали з'являтися супермаркети. Управління Пенсійного фонду України у місті Краматорськ отримало нове приміщення. У хірургічному корпусі лікарні № 1 відкрито відділення програмного гемодіеалізу, а в кардіологічному відділенні лікарні № 3 — блок інтенсивної терапії.
За роки керівництва містом територіальна громада набула нової символіки — герба і прапора Краматорська. Реконструйовано сквер та відкрито пам'ятник поетові Т. Г. Шевченку. Затверджено Генеральний план міста. Почалося активне відновлення та будівництво нових дитячих майданчиків. Укладено Угоду про торгово-економічне, промислове та науково-технічне, соціальне та культурне співробітництво між містами промислової агломерації «Північний Донбас».
У рейтингу найгірших мерів України, складеному тижневиком «Коментарі» у 2013 році, посів п'яте місце.
13 травня 2014 року Геннадій Костюков фактично визнав так званий «референдум» на Донеччині, але незабаром написав заяву про відставку, і 23 травня сесія міської ради схвалила його рішення.
Помер 14 жовтня 2024 року у віці 77 років.

## Особисте життя
Був одружений, мав сина та дочку.

## Нагороди
- Орден Данила Галицького (23 червня 2009) — за вагомий особистий внесок у розвиток конституційних засад української державності, багаторічну самовіддану працю та високий професіоналізм у захисті конституційних прав і свобод людини та громадянина[8]
- Заслужений працівник промисловості України .